# Gynoplistia (Gynoplistia) nigrobimbo
Gynoplistia (Gynoplistia) nigrobimbo is een tweevleugelige uit de familie steltmuggen (Limoniidae). De soort komt voor in het Australaziatisch gebied.